# Hřib dubový
Hřib dubový (Boletus reticulatus Schaeff. 1774) je jedlá houba z čeledi hřibovitých, která patří do skupiny pravých hřibů sekce Edules. Řadí se k houbařsky nejvyhledávanějším druhům.

## Synonyma
- Boletus aestivalis (Paulet) Fr. 1838[3]
- Boletus edulis f. reticulatus (Schaeff.) Vassilkov 1966[3]
- Boletus edulis var. reticulatus Schaeff.[4]
- Boletus edulis var. reticulatus (Schaeff.) Bat.
- Boletus edulis subsp. reticulatus (Schaeff.) Konrad & Maubl. 1926[3]
- Boletus reticulatus Schaeff. 1763 - Nom. inval.[3]
- Boletus reticulatus Schaeff. 1774[3]
- Tubiporus aestivalis Paulet 1793[3]

české názvy
- hřib dubový[2][5]
- hřib dubák[4]
- hřib síťkovaný[5]
- dubák[2][4][5]

Dále se v České republice používají následující lidové názvy: bílý hřib, březový hřib, doubáček, doubravník, doubravník dubový, dubák, dubňák, dubravník, kamenáč, kozák, panský hřib, poddoubník, pravák, pravej doubravník, pšenčňák, říbek, skalní hřib, tvrďák nebo tvrzík.

## Popis

### Makroskopický

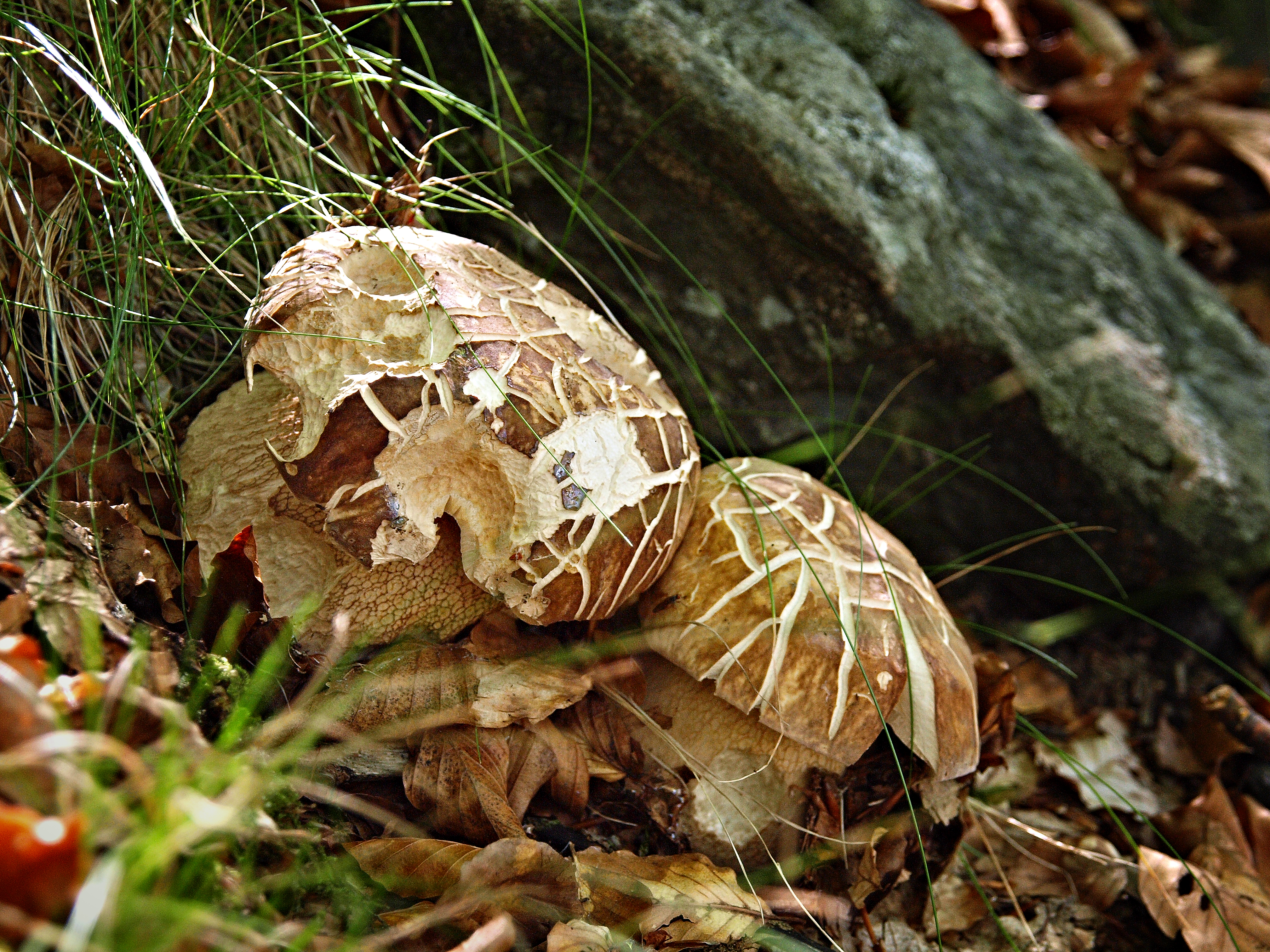
Povrch klobouku může za sucha rozpraskávat

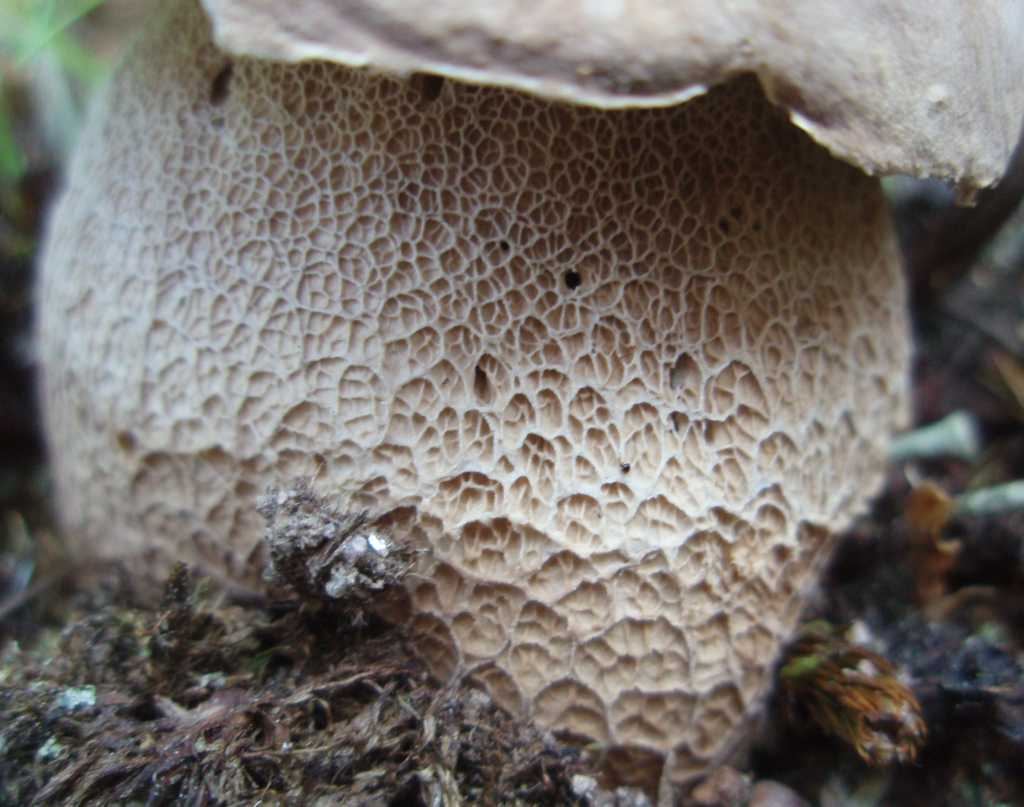
Ukázka nadprůměrně vyvinuté síťky na třeni

Klobouk dosahuje 50 - 200 (250) milimetrů, zprvu je polokulovitý, později klenutý až ploše poduškovitý. Zbarvený bývá v bledě nahnědlých až hnědých odstínech od světle kožově hnědé či šedavé přes šedohnědou, hnědookrovou, světle hnědou až sytě hnědou. Povrch může být vrásčitě nerovný, pokožka bělavě plstnatá, suchá, matná, později až krupičkatě šupinkatá, někdy zčásti olysalá. Jen za vlhkého počasí lesklá a trochu slizká. Při suchém počasí může rozpraskávat.
Rourky jsou v dospělosti 10 - 30 milimetrů vysoké, nejprve bělavé, pak žluté, žlutoolivové až ve stáří olivově zelené.
Třeň dosahuje délky 70 - 200 (250) × 20 - 65 milimetrů, bývá masitý, nejprve soudkovitě či vejčitě břichatý, později kyjovitý. Od mládí je nahnědle zbarvený, později rovnoměrně hnědý, většinou není žíhaný. Kryje jej síťka - zprvu bílá, později okrová až hnědá.
Dužnina je bílá, barevně neměnná příjemně houbové vůně a nasládle hřibovité chuti.

### Mikroskopický
Výtrusy dosahují (13) 14 - 16 (20) × (4) 4,5 - 5,5 (6) μm, jsou protáhle elipsoidně vřetenovité, někdy téměř válcovité, hladké, s patrnou suprahilární depresí. Povrch klobouku kryjí trichodermální hyfy 3 - 6,5 (8) μm široké, některé pokryté tenkou vrstvou gelatinózní hmoty. Během růstu zpravidla kolabují. Výtrusný prach je olivově hnědý.

## Výskyt
Hojný druh listnatých a smíšených lesů. Vyskytuje se i na stanovištích ovlivněných lidskou činností jako jsou parky nebo hráze rybníků. Fruktifikuje od května do října.
Pilát jej uvádí jako charakteristický teplomilný druh habrových doubrav. Konkrétně jako druh dubo-habrových lesů na nevápenatých půdách a druhy kyselých doubrav a oligotrofních habrových doubrav.

### Mykorhizní vazby
Je mykorhizním symbiontem vázaným především na duby, případně buky, méně často habry a lípy, především v jižní Evropě roste pod kaštanovníkem jedlým.

#### Symbióza s duby
V České republice roste hřib dubový nejčastěji pod dubem letním (Quercus robur), objevuje se ale i pod ostatními domácími druhy, což jsou dub zimní (Quercus petraea), dub pýřitý - šípák (Quercus pubescens), který se vyskytuje v nejteplejších krajích a na vápenci, a dub cer (Quercus cerris) na jižní Moravě.
Běžně však nepřechází na severské druhy dubů, které jsou zde vysazovány, a to ani když rostou v těsné blízkosti dubu letního. Albert Pilát nalezl plodnice hřibu dubového v čistém porostu dubu severního (Quercus borealis) u Moravských Budějovic 7. června 1964. Mykolog s manželkou prohledali celý lesík, plodnice se však objevily pouze pod jediným stromem v počtu 8 kusů. Oproti exemplářům typickým pro dub letní se lišily výrazně tmavým třeněm u starších plodnic - mladší jej měly světlejší. Vzhledem k nízkému vzorku nechtěl mykolog závislost zbarvení na mykorhizním partneru paušalizovat.
Pilát dále zmiňuje výskyt hřibu dubového pod dubem bažinným (Quercus palustris). Uvádí pouze jeden případ pod dubem v parku v Konstantinových Lázních, kde se však vyskytoval opakovaně po několik let.

#### Symbióza s bukem
Plodnice rostoucí pod buky bývají nižší, tmavší až tmavě kaštanově zbarvené s výrazněji vyvinutou až žebrovitou síťkou.

#### Symbióza s jehličnany
Podle Smotlachy se hřib dubový může vyskytovat i pod jedlemi. Pak je světleji zbarvený a zvlášť výrazně síťkovaný.
I jiná starší literatura hojně uvádí výskyt pod jehličnany, především smrky a jedlemi. Tyto nálezy jsou v současnosti některými mykology považovány za neprůkazné a vysvětlovány možností chybného určení plodnice. Přesto není názor mykologů na tuto problematiku jednoznačný a nelze proto možnost výskytu hřibu dubového pod jehličnany ve velmi vzácných případech vyloučit.

## Rozšíření
Hřib dubový roste v Evropě, Střední Americe (Mexiko) a Asii (Japonsko). Z evropských zemí to jsou: Belgie, Bělorusko, Česká republika, Dánsko, Finsko, Francie, Chorvatsko, Itálie, Lichtenštejnsko, Lucembursko, Maďarsko, Německo, Norsko, Polsko, Rakousko, Slovensko, Slovinsko, Spojené království, Španělsko, Švédsko a Švýcarsko.
V České republice je rozšířen především v teplejších nížinách a pahorkatinách.

## Formy

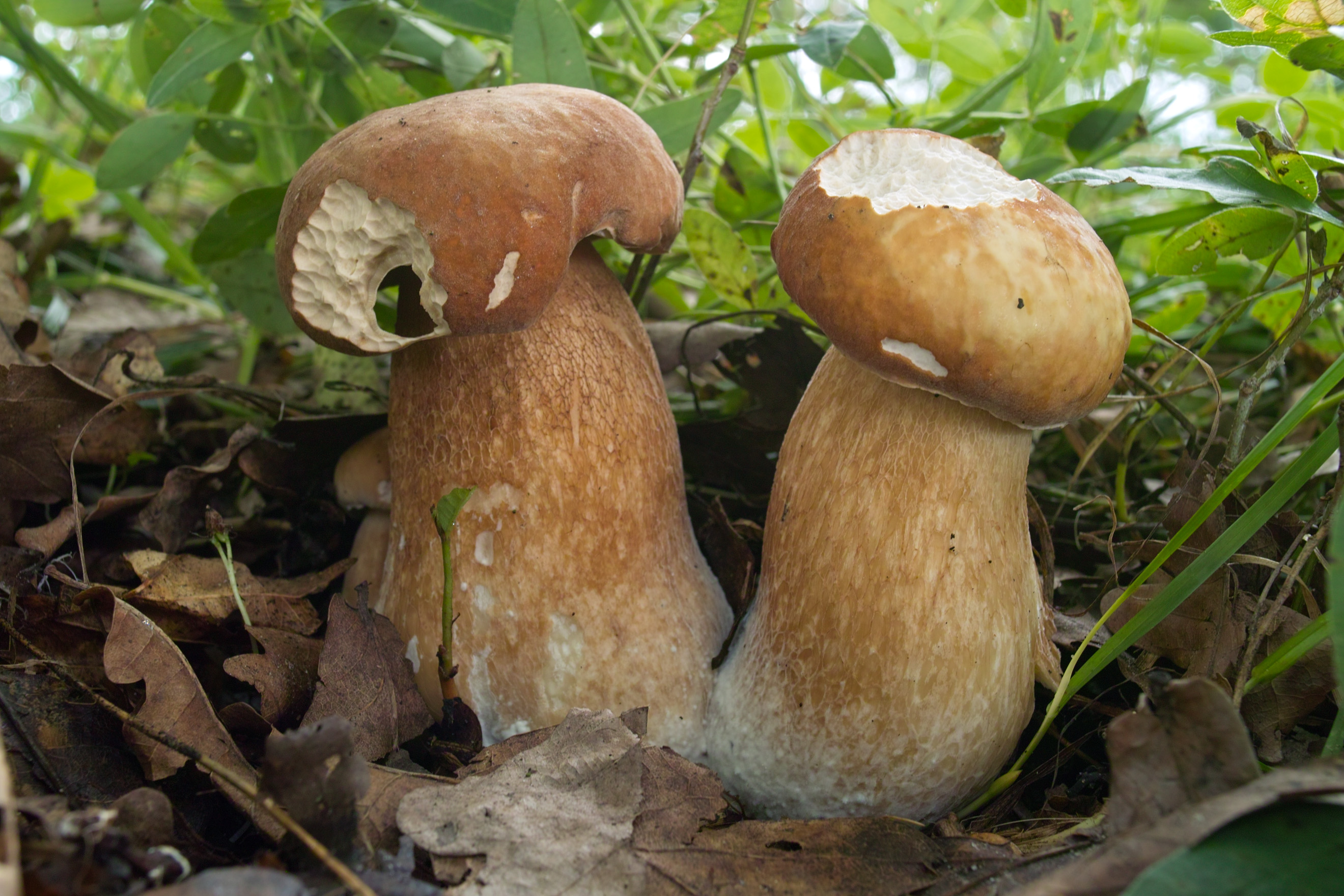
Hřib dubový - typická forma pod dubem letním

Mnozí autoři uvádějí odlišné znaky v závislosti na druhu stromu, se kterým houba roste v symbióze.

### Hřib habrový
Boletus carpinaceus Velen. 1939. O tomto druhu popsaném českým mykologem Josefem Velenovským se v současnosti předpokládá, že je formou či varietou hřibu dubového rostoucí pod habry. Liší se světlejším šedopopelavým kloboukem.

## Záměna
- hřib smrkový (Boletus edulis)
- hřib bronzový (Boletus aereus) - tmavě hnědý až hnědočerný klobouk někdy se světlejšími zónami
- hřib borový (Boletus pinophilus) - tmavší hnědý klobouk s červeným nádechem a hrbolky
- hřib žlučový (Tylopilus felleus) - světlé rourky s růžovým nádechem, hořká dužina

Hřib dubový je možné snadno zaměnit za hřib smrkový (Boletus edulis) rostoucí pod listnáči. Oba druhy se liší řadou drobných znaků, které však nemusejí být zřetelné na všech plodnicích. Oba jsou jedlé a kvalitativně srovnatelné, takže je praktičtí houbaři obvykle nerozlišují. Podobný může být jedlý hřib borový (Boletus pinophilus), jehož klobouk je hrbolkatý s hnědočerveným odstínem, případně vzácný hřib bronzový (Boletus aereus), který se vyskytuje pouze v oblastech teplomilné flóry.

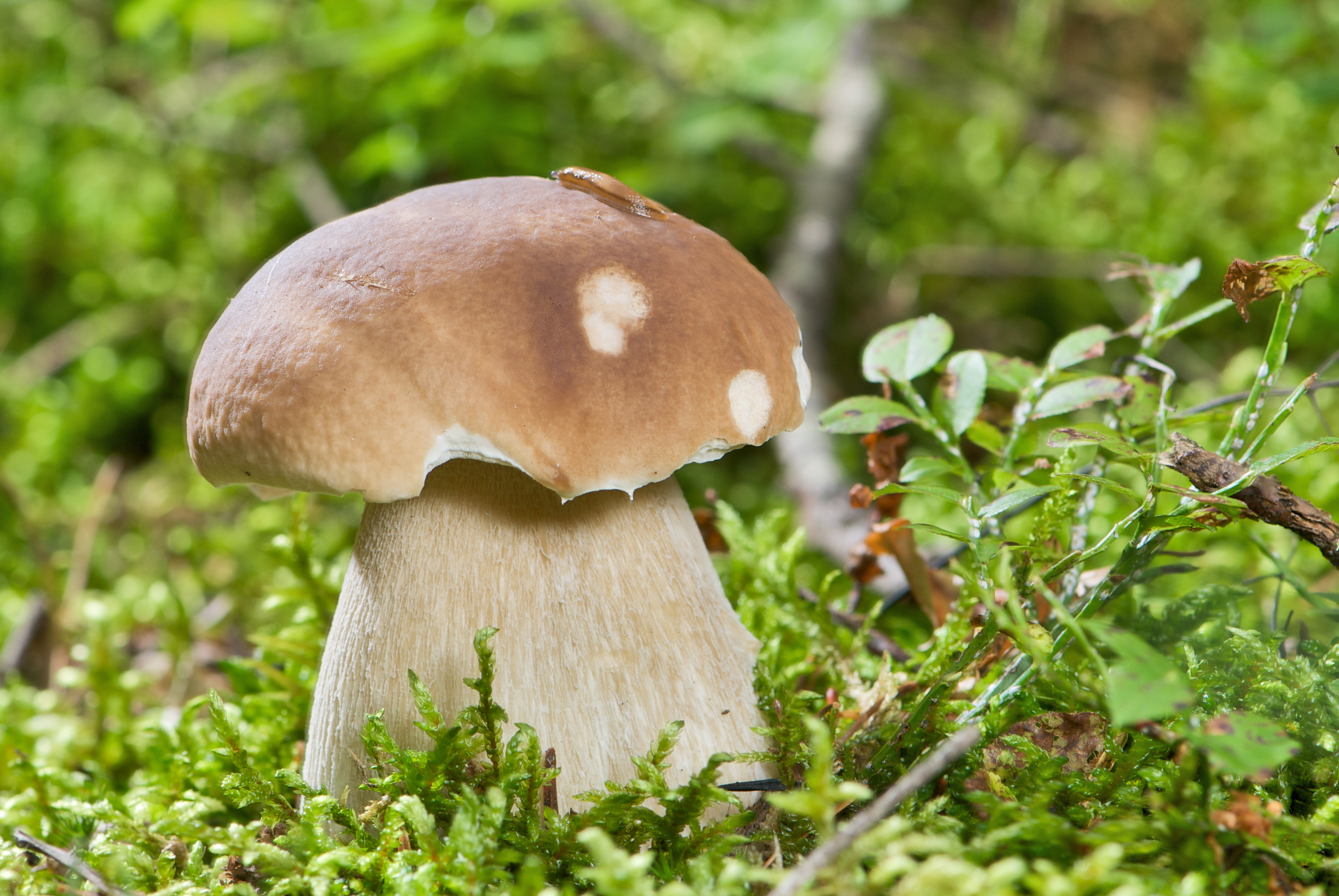
hřib smrkový
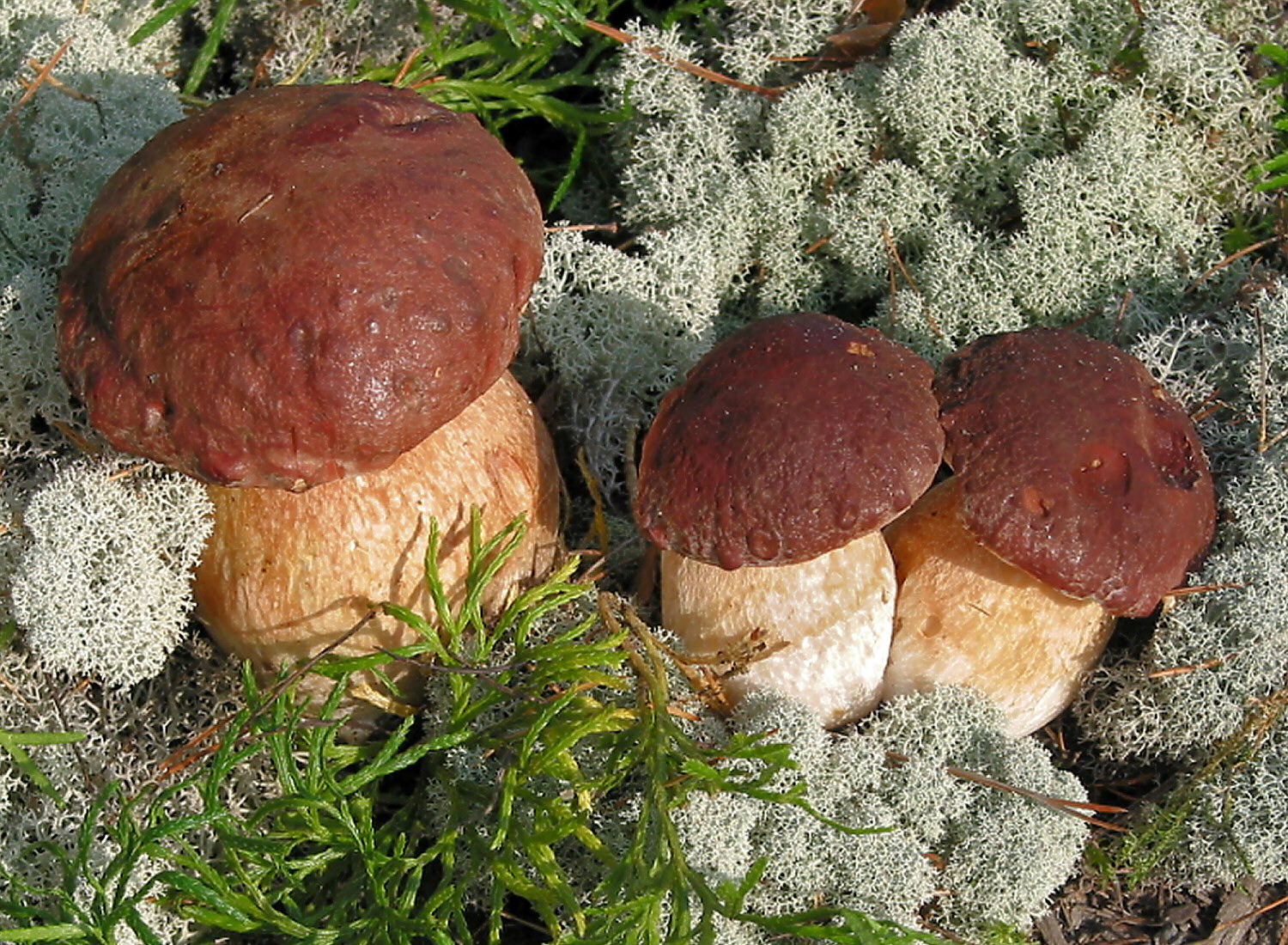
hřib borový
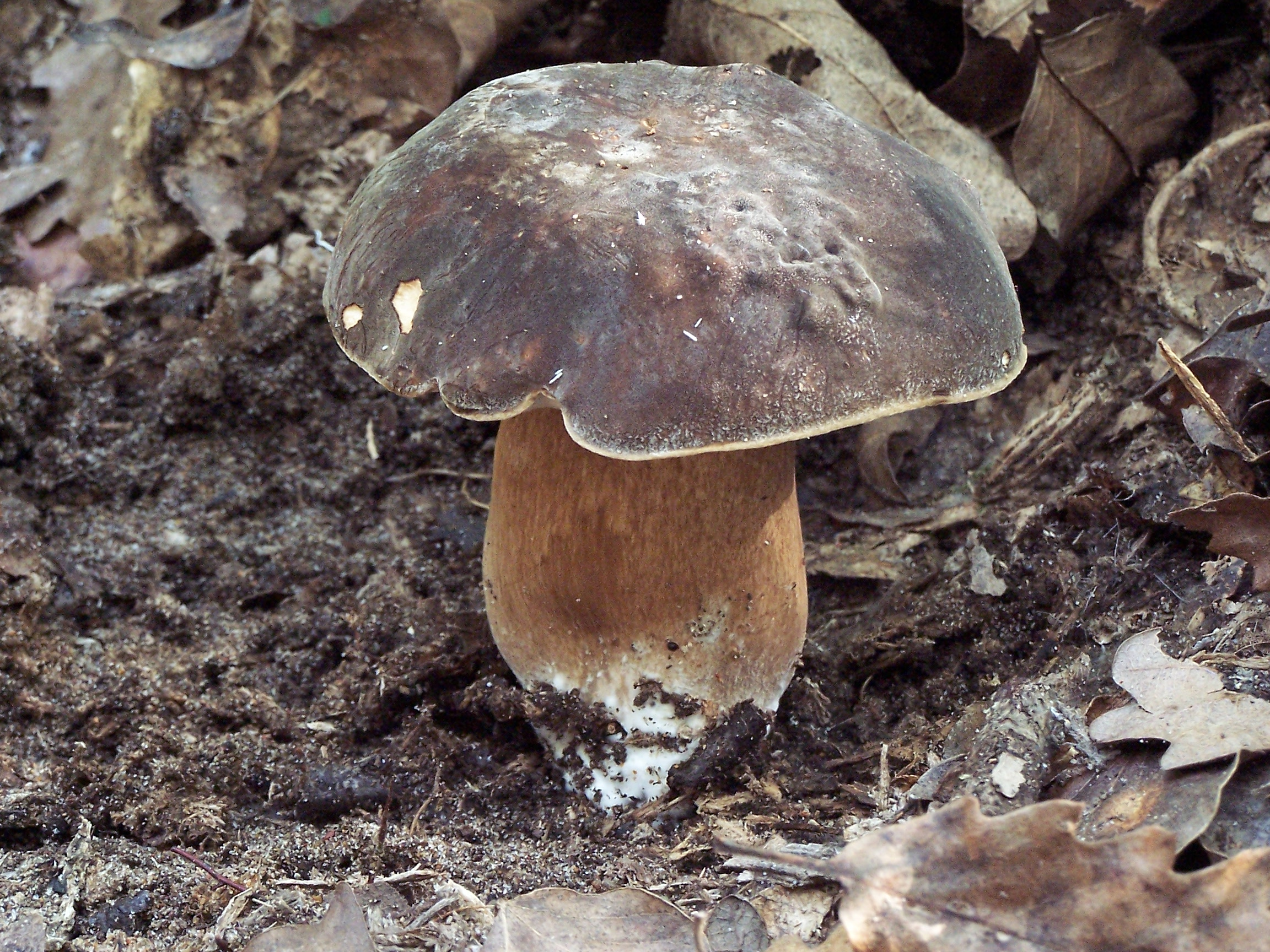
hřib bronzový
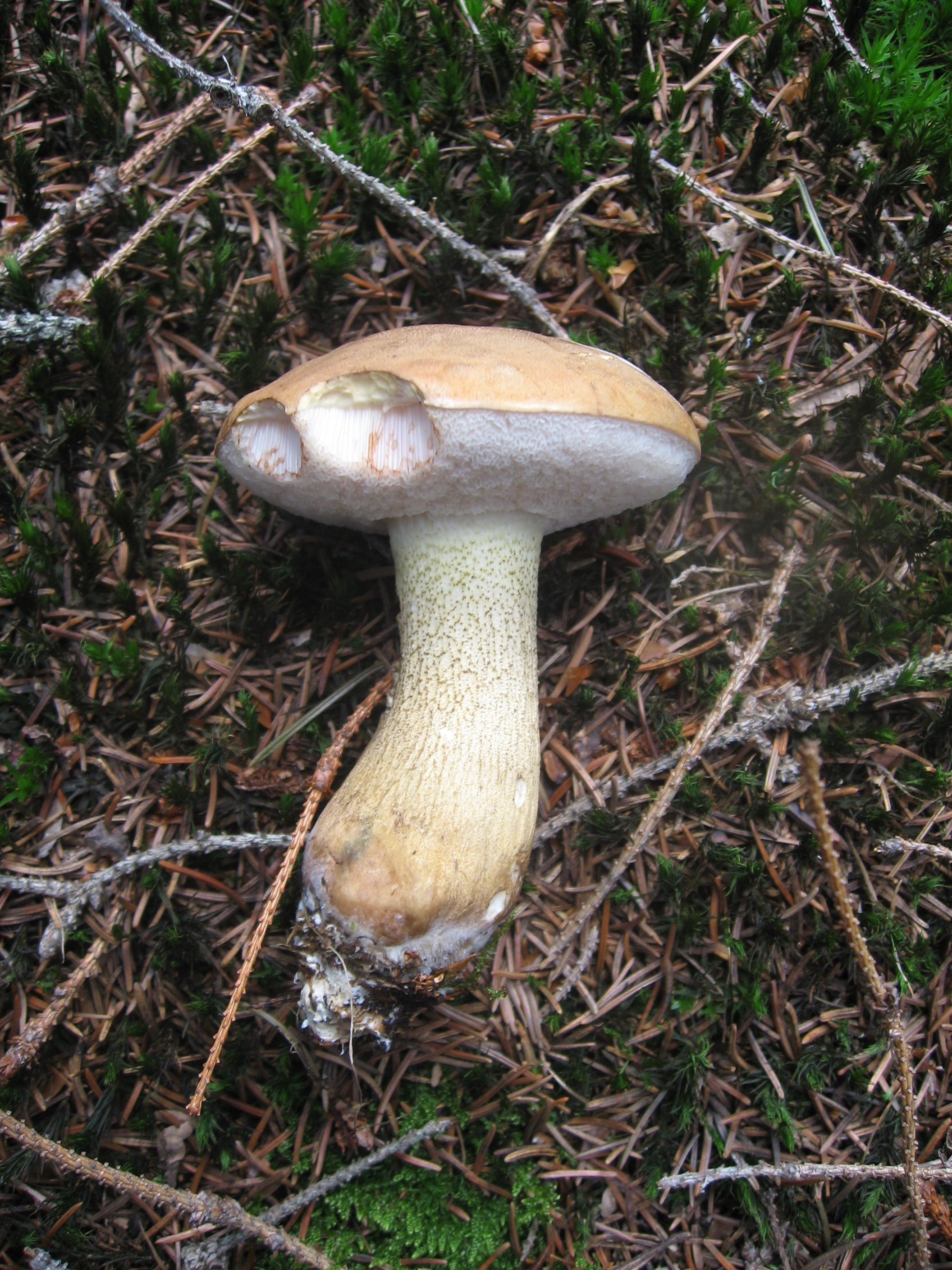
hřib žlučový

Záměna za hřib hřib žlučový (Tylopilus felleus) hrozí zpravidla jen ve smíšených lesích, protože hořčák zpravidla neroste pod listnáči (pouze velmi vzácně) a dubák naopak téměř neroste pod jehličnany. Z toho důvodu se hřib žlučový vyskytuje jen sporadicky na typických stanovištích hřibu dubového, jakými jsou parky nebo hráze rybníků.